# Porta de Bisagra Vieja
La Porta de Bisagra Vieja, també coneguda com a «Porta Antiga de Bisagra» o «Porta d'Alfons VI», és una porta a la muralla de la ciutat de Toledo a Castella-La Manxa. Per la tipologia i proporcions, aquesta porta s'assembla molt a la Porta del Vado.

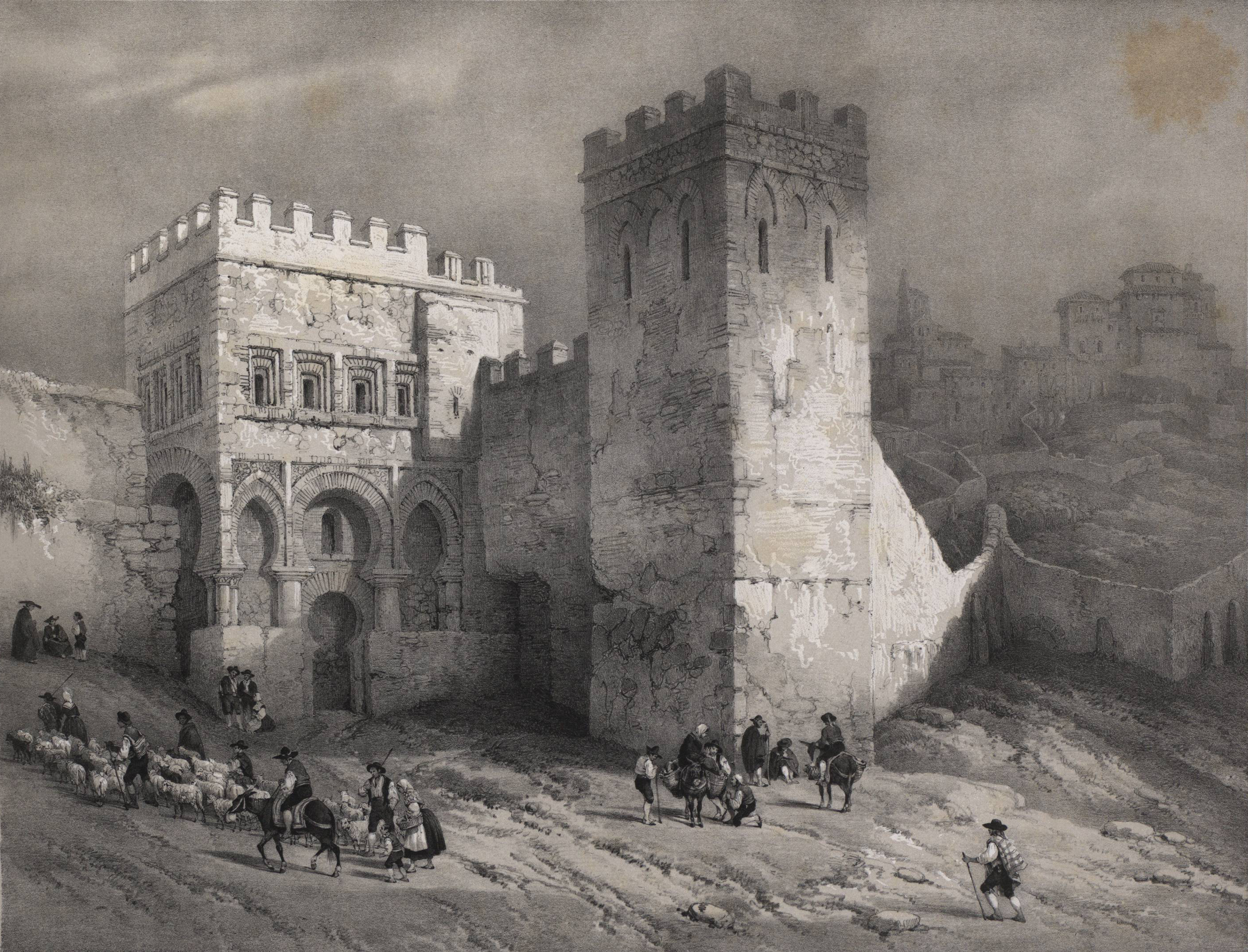
Porta dibuixada per Jenaro Pérez Villaamil a mitjan

La Porta de Bisagra dona accés a l'interior del barri vell de la ciutat travessant la muralla que l'envolta. Va ser construïda al segle segle x, aprofitant restes d'edificacions prèvies, encara que se li van fer diferents modificacions d'estil mudèjar no anteriors al segle xiii.
Quan la ciutat era sota domini islàmic, era l'entrada principal a l'urbs des de la Vega. Més tard, després de la construcció de la Porta Nova de Bisagra, va romandre tancada i només es va obrir per a ocasions assenyalades, i així a poc a poc va caure en abandó fins que la van restaurar i reobrir el 1905, segles més tard.